# DJ 吉沢dynamite.jp
吉沢dynamite.jp（ヨシザワ ダイナマイト ジェイピィ、1970年5月1日 - ）は東京都出身のDJ、ターンテーブリスト、プログラマー、リミキサー、トラックメイカー、音楽プロデューサー。
サンプラーによって挿入される和声ネタやエフェクターなどを駆使したミックス・センスと、あらゆるジャンルのレコードを縦横無尽に選曲するのが特徴。自身の愛人という設定の「DJ VICTORIA」という別名義でも作品を発表している。

## 来歴
1991年からクラブDJとしてキャリアを開始。1994年からTHEATRE BROOKのメンバーとしてターンテーブル、プログラミング、タンバリン、コーラスを担当。2002年にTHEATRE BROOK脱退後はクラブでのプレイ、リミックス・ワーク、ミックス作品の制作などを精力的に行う。
2004年には国立競技場「FCバルセロナ×鹿島アントラーズ」のTOKYO FMによる中継にて、生放送でDJプレイを行う。また、活動は国内に収まらず2005年には上海遠征を敢行。
2008年飲料メーカーレッドブル主催のパーティー「RED BULL SOUND CLASH」でのホストDJ出演。
2014年10月「Red Bull Music Academy presents Lost In Karaoke」でのライヴDJ配信。
2015年5月、ニュー・オーリンズ・ファンクの生みの親、FUNKY METERS（旧 METERS）来日公演のオープニングDJを担当。

## THEATRE BROOK

### シングル
- 「あふれ出すばかり」
- 「Dread Rider」
- 「捨てちまえ」
- 「まばたき」
- 「Soul Diver」
- 「まぶたの裏に」
- 「ノックし続ける男」
- 「涙の海」
- 「ありったけの愛」
- 「心臓の目覚める時」

### アルバム
- 『CALM DOWN』
- 『TALISMAN』
- 『TROPOPAUSE』
- 『Typhoon Shelter』  –  サウンドトラック
- 『VIRACOCHA』
- 『I AM THE SPACE,YOU ARE THE SUN』

## 作品

### MIX CD作品
- 「MASTER MIX BREAKIN'(DJ 吉沢dynamite.jp & DJ COMP)」
- 「LATIN EXERCISE A&B」
- 「LATIN EXERCISE C&D」
- 「LATIN EXERCISE E&F」
- 「SUPER 和物 BEAT」
- 「SUPER 和物 BEAT 其のニ」
- 「SUPER 和物 BEAT 其の三」
- 「SUPER 和物 BEAT 其の四」
- 「SUPER 和物 BEAT 其の五」
- 「SUPER 和物 BEAT 其の六」
- 「SUPER 和物 BEAT 番外編 - ニュースクール 歌謡ダンスクラシックス！」
- 「SUNRISE SUNSET」

#### DJ VICTORIA名義
- 「スムース歌謡ムード」ほか

### リミックス
- 「古い日記/和田アキ子」
- 「カルメン幻想曲/LINX」
- 「Tone/Leyona」
- 「Sustained Affection/Immigrant's Bossa Band」
- 「東京ブギウギ Boogie Woogie Age Re-Edit/笠置シヅ子」

### プロデュース(コ・プロデュース含む)・トラック提供
- 「Inner World(アルバム全曲)/Three's Co.」
- 「恋の味/What's Love?」
- 「夏の恋なら急ぎ足/What's Love?」
- 「Extra-Extra/MIC BANDITZ」
- 「官能ケーブル（NAM POOH CABLE STEREO CHECK）(ジングル)/HIFANA & V.A」
- 「望郷じょんから/What's Love?」
- 「WA-YO-SKA? ~ON-KO-CHI-SHIN~（アルバム全曲）/What's Love?」

### ターンテーブル及びスクラッチ
- 「Living In The Dark/COKE BERRY」
- 「Black/ZEPPET STORE」
- 「To Feel The Fire(キリン缶コーヒーCM曲)/鈴木雅之
  - THEATRE BROOKの別名義「S」として」
- 1998年「RD-MEAS-IM-DJ-A²/Ram Jam World」
- 2015年「とんだ太陽の人/THEATRE BROOK」アルバム『LOVE CHANGE THE WORLD』収録。

### コンピレーション
- 2016年
  - 1月、和モノ A to Z Japanese Groove Disc Guide presents、ビクター音源CD化企画 シリーズ第1弾「和モノ A to Z Japanese Groove Disc Guide presents rare album collection Vol.1」5タイトル監修・選盤。
  - 3月、シリーズ第2弾「和モノ A to Z Japanese Groove Disc Guide presents rare album collection Vol.2」5タイトル監修・選盤。その中よりコンピレーション「和モノA to Z presents GROOVY 和物 SUMMIT ビクター編」監修・選曲。

### エディット
- SING LIKE TALKING「RISE/Together」  –  吉沢が2曲をセレクトし、自らがアナログ盤収録用にエディットを行った[2]。

## 書籍
- 2015年4月、リットーミュージックより「和モノA to Z Japanese Groove Disc Guide」監修・選盤・執筆。